# Stazione di Lankwitz
La stazione di Lankwitz è una stazione ferroviaria di Berlino, sita nel quartiere omonimo.
È posta sotto tutela monumentale (Denkmalschutz).

## Movimento
La stazione è servita dalle linee S25 ed S26 della S-Bahn.

## Interscambi
- Fermata autobus